# Insteodden
Insteodden (norwegisch für Innerste Spitze) ist eine felsige Landspitze an der Prinz-Harald-Küste des ostantarktischen Königin-Maud-Lands. Im südöstlichen Teil der Lützow-Holm-Bucht liegt sie 1,5 km südwestlich des Hügels Strandnebba am Ostufer des Havsbotn.
Norwegische Kartographen, die sie auch benannten, kartierten sie anhand von Luftaufnahmen der Lars-Christensen-Expedition 1936/37.